# Sofus Arctander
Sofus Anton Birger Arctander, född 22 januari 1845 i Kristiansand, död 1924 i Oslo, var en norsk ämbetsman och politiker.

## Biografi
Arctander tog en jur. kand. 1871, var underrättsdomare i Hadsel 1874 och stortingsman 1878-84, 1889-91 och 1900-03. 1884-1888 var han norsk inrikesminister och förste borgmästare i Bergen 1891-1900. 1900-1908 var han tulldirektör i Kristiania och handelsminister 1905 till april 1908 samt februari-juni 1910. Han var även förste borgmästare (finansborgmästare) i Kristiania 1908-20. Arctander omkom under en fjällbestigning i Telemarken i augusti 1924.
Sofus invaldes 1878 för Nordlands amt i stortinget, där han snart kom att spela en framträdande roll, och anslöt sig till venstres parti. Han visade tidigt ett särskilt intresse för ekonomiska frågor; 1884 tog han plats som inrikesminister i Johan Sverdrups ministär. 
Ganska snart uppstod emellertid slitningar inom ministären, och 1888 lämnade Arctander tillsammans med två kollegor regeringen. Året därpå (1889) invaldes Arctander för andra gången i stortinget och blev ordförande i den betydelsefulla tullkommittén. Under sin borgmästaretid i Bergen höll sig Arctander borta från politikern och förklarade sig först 1900 villig att motta den upprepade gånger erbjudna kandidaturen för Bergen, men föll vid valet igenom. Han invaldes då för sin gamla valkrets Nordland. Under denna sin tredje stortingsperiod, då Arctander fungerade som president i odelstinget och ordförande i budgetskommittén, kom hans inflytande att göra sig synnerligen starkt gällande. Han införde finansdebatter i stortinget, lät inleverera regelbundna rapporter från budgetskommittén, argumenterade för förnuftiga bevillningsprinciper och arbetade ihärdigt för stärkandet av Norges försvarskrafter. 
Vid den tillspetsning unionsfrågan fick genom 1905 års händelser, blev Arctander medlem av unionskommittén och kallades till handelsminister i Christian Michelsens samlingsministär. Under unionens avveckling spelade han en betydande roll, var under Michelsens frånvaro chef för regeringen och lät utan dennes vetskap i tysthet mobilisera. I Jørgen Løvlands ministär kvarstod Arctander som handelsminister och reagerade under denna tid kraftigt mot Gunnar Knudsens parti och socialdemokraterna. Han hävdade dock fortfarande flertalets parlamentariska rätt, krävde absolut majoritet för regeringsförlag och var den ledande vid ministärens avgång 1908. I februari 1910 åtog han sig handelsministerportföljen i Wollert Konows kabinett, som emellertid var alltför konservativt för den gamle venstremannen Arctander. I juni samma år avgick han och återtog sitt borgmästarämbete i Kristiania, som han erhållit 1908. 
Arctander var ordförande i den stora skattelagskommission, som utarbetade 1911 års skattelagar, och var under flera år ordförande i fullmäktige för Norges bank.